# Guerny
Guerny är en kommun i departementet Eure i regionen Normandie i norra Frankrike. Kommunen ligger i kantonen Gisors som tillhör arrondissementet Les Andelys. År 2022 hade Guerny 155 invånare.

## Befolkningsutveckling
Antalet invånare i kommunen Guerny
Referens:INSEE